# Chadisra albobrunnea
Chadisra albobrunnea är en fjärilsart som beskrevs av Rothschild 1917. Chadisra albobrunnea ingår i släktet Chadisra och familjen tandspinnare. Inga underarter finns listade i Catalogue of Life.